# Rezerwat przyrody Kamanos
Kamanos (lit. Kamanų valstybinis gamtinis rezervatas) – ścisły rezerwat przyrody obejmujący największe mokradła północnej Litwy, miejsce lęgowe wielu gatunków ptaków, takich jak cietrzew, żuraw, bocian czarny, bekas, siewka złota i kulik.
Kamanos został objęty ochroną w formie rezerwatu już w 1961 roku. Obecną formą ochrony (ścisły rezerwat państwowy) objęto go w 1979 roku.
Rezerwat zajmuje powierzchnię 3935 ha, zaś jego strefa ochronna (otulina) liczy 2530 ha. Położony jest w zlewisku Windawy. Obejmuje torfowiska, zarówno położone w zagłębieniach, jak i wyniesione, przejściowe mokradła, jezioro Kamanos oraz mniejsze zbiorniki. Roślinność rezerwatu tworzą zbiorowiska krzewinkowo-torfowcowe torfowisk wysokich i mokrych wrzosowisk oraz mszary przejściowotorfowiskowe i dolinkowe (patrz: torfowisko wysokie).
Od 1993 roku rezerwat znajduje się na liście konwencji ramsarskiej. Ponadto znajduje się tu europejska Ostoja ptaków IBA.